# ایش اسمیت
ایش اسمیت (انگلیسی: Ish Smith، زاده ۵ ژوئیه ۱۹۸۸) بازیکن بسکتبال اهل ایالات متحده آمریکا است.
وی سابقه بازی در تیم‌هایی همچون هیوستون راکتس، ممفیس گریزلیز، گلدن استیت واریرز، اورلندو مجیک، میلواکی باکس، فینیکس سانز، اکلاهما سیتی تاندر، فیلادلفیا سونتی‌سیکسرز، نیو اورلینز پلیکانز و دیترویت پیستونز را در کارنامه دارد.